# Walter Kaufmann (Schriftsteller)
Walter Kaufmann (ursprünglich Jizchak Schmeidler; * 19. Januar 1924 in Berlin; † 15. April 2021 ebenda) war ein deutsch-australischer Schriftsteller.

## Leben und Werk
Walter Kaufmann wurde als unehelicher Sohn der polnischen Jüdin Rachela Schmeidler in Berlin geboren. Seine Mutter gab ihn im Alter von drei Jahren zur Adoption frei. Er wurde von dem Duisburger jüdischen Anwalt Sally Kaufmann und dessen Frau Johanna adoptiert, was er jedoch erst als Erwachsener erfuhr. Er wuchs in Duisburg auf, wo er das Steinbart-Gymnasium besuchte. Seine Adoptiveltern wurden bei den Novemberpogromen 1938 das erste Mal verhaftet, sie kamen später ins KZ Theresienstadt und wurden im KZ Auschwitz ermordet.
Kaufmann verließ am 19. Januar 1939, am Tag seines 15. Geburtstages, mit einem Kindertransport das Deutsche Reich und gelangte über die Niederlande nach Großbritannien. Ein Verwandter ermöglichte ihm den Besuch der auch unter dem Namen New Herrlingen School bekannten Bunce Court School, einer von Anna Essinger gegründeten Schule im Exil. Im Frühsommer 1940 wurde Kaufmann als Enemy Alien in einem britischen Internierungslager in Huyton interniert. Hier meldete er sich freiwillig für einen Transport mit der Dunera, weil ihm versprochen worden war, die Fahrt ginge nach Kanada, wo er zur Arbeit freigelassen würde.
Tatsächlich jedoch begann die Dunera am 10. Juli 1940 eine für die Passagiere äußerst strapaziöse und 57 Tage dauernde Reise nach Australien. Anfang September 1940 wurde Kaufmann nach der Ausschiffung in Sydney in ein Internierungslager in Hay (New South Wales) verbracht. Er blieb hier für ein Jahr und konnte dank des von den Lagerinsassen selbst organisierten kulturellen Lebens seine Schulbildung fortsetzen. Seine Lehrer waren Akademiker nahezu aller Fachrichtungen.
1941 sandte die britische Regierung Julian Layton nach Australien, um die Freilassung und Rückführung der Internierten zu organisieren. Nach acht Monaten erreichte Layton die Verlegung der Internierten in das klimatisch erträglichere Lager Tatura  in Victoria (Australien). Nach wenigen Wochen in diesem Camp konnte Kaufmann als Obstpflücker außerhalb des Lagers arbeiten.
Kaufmann erreichte seine endgültige Entlassung aus der Internierung dadurch, dass er sich zusammen mit 900 anderen Internierten freiwillig zum Dienst in der Australischen Armee verpflichtete. Von 1942 bis 1946 gehörte er einem nichtkämpfenden Bataillon an und war überwiegend bei der Ent- und Umladung von Waren sowie deren Transport eingesetzt. Nach der Entlassung aus der Armee machte er von der Möglichkeit Gebrauch, die australische Staatsbürgerschaft zu erwerben, und blieb in Australien. Er arbeitete als Obstpflücker, Landarbeiter, Hafenarbeiter, Seemann und Fotograf. Durch Kontakt zur „Melbourne Realist Writers Group“, einer Organisation, die von der Kommunistischen Partei Australiens (CPA) unterstützt wurde, begann er 1949 mit der Abfassung seines ersten Romans, den er 1951 beendete und der 1953 in Melbourne unter dem Titel "Voices in the Storm" erschien. Kaufmann verarbeitete darin seine Vergangenheit im nationalsozialistischen Deutschland.
Vierzehn Jahre nach seiner Flucht besuchte Walter Kaufmann 1953 das erste Mal wieder Duisburg. Die beklemmenden Erfahrungen während dieses Besuchs, bei dem er erstmals von seiner Adoption erfuhr und vergeblich nach den Spuren seiner leiblichen Mutter suchte, veranlassten ihn, noch einmal zurück nach Australien zu gehen.
1955 nahm er als Delegierter der Seamen’s Union of Australia (SUA) an den Weltjugendfestspielen in Warschau teil. Anschließend besuchte er die DDR und die Sowjetunion. 1957 übersiedelte er von Australien nach Ost-Berlin, behielt jedoch auf Wunsch der DDR-Behörden die australische Staatsbürgerschaft. Auf diese Weise konnte er u. a. als Sportreporter von den Olympischen Winterspielen 1960 in Squaw Valley berichten. Er war erneut als Seemann tätig und reiste auf Schiffen der DDR-Handelsmarine nach Südamerika. Ab Ende der 1950er Jahre war Kaufmann im Hauptberuf Schriftsteller. Er war mit der Schauspielerin Angela Brunner verheiratet, die Fotografin Rebekka Kaufmann und die Schauspielerin Deborah Kaufmann sind ihre gemeinsamen Töchter. Angela Brunner, die kurzzeitig von ihm getrennt war, als er mit der Sängerin Etta Cameron eine Liebesbeziehung hatte, starb 2011. In den letzten Jahren seines Lebens war Walter Kaufmann mit Lissy Kemter verheiratet.
Walter Kaufmann, der seine Werke in der Regel in englischer Sprache schrieb und sie ins Deutsche übersetzen ließ oder selbst übersetzte, war der Verfasser von Romanen sowie von Erzählungen in der Tradition der anglo-amerikanischen Short Story (die einen bedeutenden Teil seines Werkes ausmachen) und von Reportagen. Für die Stoffe seiner Erzählungen griff Kaufmann auf Erlebnisse aus seinem bewegten Leben in Europa und Übersee zurück. Seine Reportagen behandelten vor allem die von ihm bereisten Länder USA, Irland und Israel. Eine weitere Facette in Kaufmanns Schaffen bilden autobiografische Bücher über sein Schicksal als jüdischer Emigrant.
Walter Kaufmann gehörte ab 1955 dem Deutschen Schriftstellerverband und ab 1975 dem PEN-Zentrum der DDR an, dessen Generalsekretär er von 1985 bis 1993 war; danach war er Mitglied des PEN-Zentrums Deutschland. Er erhielt 1959 den australischen Mary Gilmore Award, 1961 und 1964 den Theodor-Fontane-Preis des Bezirks Potsdam, 1967 den Heinrich-Mann-Preis sowie 1993 den Literaturpreis Ruhrgebiet.
Kaufmann war auch in mehreren DEFA-Filmen als Darsteller tätig, teilweise unter dem Pseudonym John Mercator.
Im Jahre 2007 gründete Kaufmann mit rund 50 weiteren Antifaschisten in Potsdam den Landesverband Brandenburg der VVN-BdA.
Er war Mitbegründer und Ehrenmitglied des Literatur-Kollegium Brandenburg.
Kaufmann starb im April 2021 im Alter von 97 Jahren in Berlin.

## Audio
- Der Schriftsteller Walter Kaufmann im Gespräch mit Joachim Scholl, Deutschlandfunk, Zwischentöne. Musik und Fragen zur Person, 7. Oktober 2018, Audio-Version (ohne Musik)

## Werke in englischer Sprache
- Voices in the storm. Australian Book Society, Melbourne 1953.
- The curse of Maralinga and other stories. Seven Seas Publishers, Berlin 1959.
- American encounter. Seven Seas Publishers, Berlin 1966.
- Beyond the green world of childhood. Seven Seas Publishers, Berlin 1972.

## Werke in deutscher Sprache
Kurze Inhaltsangaben zu den meisten der nachfolgenden Bücher von Walter Kaufmann sind auf der Webseite der EDITION digital zu finden.
- Wohin der Mensch gehört. Verlag Neues Leben, Berlin 1957.
- Der Fluch von Maralinga. Aus dem Englischen übersetzt von Johannes Schellenberger. Verlag Neues Leben, Berlin 1958.
- Ruf der Inseln. Aus dem Englischen übersetzt von Hannelore Sanguinette und Elga Abramowitz. Verlag Volk und Welt, Berlin 1960.
- Feuer am Suvastrand. Aus dem Englischen übersetzt von Hannelore Sanguinette, Bernd Hanisch und Elga Abramowitz. Aufbau-Verlag, Berlin 1961.
- Kreuzwege. Verlag Neues Leben, Berlin 1961.
- Die Erschaffung des Richard Hamilton. VEB Hinstorff, Rostock 1964.
- Begegnung mit Amerika heute. Aus dem Englischen übersetzt von Helga Zimnik. VEB Hinstorff, Rostock 1965.
- Unter australischer Sonne. Deutscher Militärverlag, Berlin 1965.
- Hoffnung unter Glas. Aus dem Englischen übersetzt von Helga Zimnik. Hinstorff VEB, Rostock 1966.
- Stefan. Aus dem Englischen übersetzt von Helga Zimnik. Holz, Berlin 1966.
- Unter dem wechselnden Mond. Aus dem Englischen übersetzt von Helga Zimnik. Hinstorff, Rostock 1968.
- Gerücht vom Ende der Welt. Aus dem Englischen übersetzt von Wilhelm Vietinghoff. Hinstorff, Rostock 1969.
- Unterwegs zu Angela. Aus dem Englischen übersetzt von Olga Fetter und Erich Fetter. Verlag der Nation, Berlin 1973.
- Das verschwundene Hotel. Aus dem Englischen übersetzt von Olga Fetter und Erich Fetter. Verlag Junge Welt, Berlin 1973.
- Am Kai der Hoffnung. Aus dem Englischen übersetzt von Elga Abramowitz u. a. Verlag der Nation, Berlin 1974.
- Entführung in Manhattan. Aus dem Englischen übersetzt von Olga Fetter und Erich Fetter. Kinderbuchverlag, Berlin 1975.
- Patrick. Verlag Junge Welt, Berlin 1977.
- Stimmen im Sturm. Aus dem Englischen übersetzt. Verlag der Nation, Berlin 1977.
- Wir lachen, weil wir weinen. F. A. Brockhaus Verlag, Leipzig 1977.
- Irische Reise. Kinderbuchverlag, Berlin 1979.
- Drei Reisen ins gelobte Land. Brockhaus, Leipzig 1980.
- Kauf mir doch ein Krokodil. Edition Holz, Berlin 1982.
- Flucht. Halle/Leipzig, Mitteldeutscher Verlag 1984.
- Jenseits der Kindheit. Aus dem Englischen übersetzt von Helga Zimnik. Kinderbuchverlag, Berlin 1985.
- Manhattan-Sinfonie. Aus dem Englischen übersetzt von Helga Zimnik und Wilhelm Vietinghoff. Militärverlag der DDR, Berlin 1987, ISBN 3-327-00371-8.
- Tod in Fremantle. Mitteldeutscher Verlag, Halle/Leipzig 1987, ISBN 3-354-00154-2.
- Die Zeit berühren. Berlin 1992, ISBN 3-928024-73-6.
- Ein jegliches hat seine Zeit. Wiederbegegnungen auf drei Kontinenten. Edition q, Berlin 1994, ISBN 3-86124-215-X.
- Im Schloss zu Mecklenburg und anderswo. Dietz, Berlin 1997, ISBN 3-320-01942-2.
- Über eine Liebe in Deutschland. Dietz, Berlin 1998, ISBN 3-320-01960-0.
- Gelebtes Leben. Dietz, Berlin 2000, ISBN 3-320-01992-9.
- Amerika. Verlag. BS, Rostock 2003, ISBN 3-89954-044-1.
- Die Welt des Markus Epstein. ddp goldenbogen, Dresden 2004, ISBN 3-932434-22-6.
- Im Fluss der Zeit. Dittrich Verlag, Berlin 2010, ISBN 978-3-937717-45-6.
- Entführung in Manhattan – Das verschwundene Hotel (illustriert von Angela Brunner). Edition digital, Pinnow 2013, ISBN 978-3-86394-568-8.
- Schade, dass du Jude bist. (Autobiographie) Prospero Verlag, Münster, Berlin 2013, ISBN 978-3-941688-47-6.
- Meine Sehnsucht ist noch unterwegs. Ein Leben auf Reisen. Neues Leben, Berlin 2016, ISBN 978-3-355-01847-0.
- Die meine Wege kreuzten. Begegnungen aus neun Jahrzehnten. Quintus-Verlag, Berlin 2018, ISBN 978-3-947215-24-9.
- Gibt es dich noch – Enrico Spoon? Über Menschen und Orte weltweit. Edition Memoria, Hürth 2019, ISBN 978-3-930353-38-5.

## Filmographie
- 1962: Peitsche im Paradies[16]
- 1967: Die gefrorenen Blitze
- 1969: Rendezvous mit unbekannt
- 2021: Walter Kaufmann – Welch ein Leben![17][18]